# شدلتس (شهرستان گوستنگ)
شدلتس (به لهستانی:  Siedlec) یک روستا در لهستان است که در گمینا پنپووو واقع شده‌است. شدلتس ۵۸۰ نفر جمعیت دارد.